# 神様のカルテ
『神様のカルテ』（かみさまのカルテ）は、夏川草介による日本の小説シリーズ。単行本が小学館から、主に書き下ろしで刊行されている。第10回小学館文庫小説賞を受賞。2010年本屋大賞2位。Sakuramedal2011高校生部門の大賞獲得。2021年4月時点でシリーズ累計発行部数は337万部を記録している。
2011年と2014年に櫻井翔主演で映画化。2021年2月に福士蒼汰主演でドラマ化されている（テレビ東京系）。

## あらすじ
神様のカルテ
主人公・栗原一止（くりはらいちと）は、信州松本にある本庄病院に勤務する内科医である。彼が勤務している病院は、地域医療の一端を担うそれなりに規模の大きい病院。24時間365日などという看板を出しているせいで、3日寝ないことも日常茶飯事。自分が専門でない範囲の診療まで行うのも普通。そんな病院に勤める一止には最近、大学病院の医局から熱心な誘いがある。医局行きを勧める腐れ縁の友人・砂山次郎。自分も先端医療に興味がないわけではない。医局に行くか行かないかで一止の心は大きく揺れる。
そんな中、兼ねてから入院していた安曇さんという癌患者がいた。優しいおばあちゃんという様相で、看護師たちには人気者だが、彼女は「手遅れ」の患者だった。「手遅れ」の患者を拒否する大学病院。「手遅れ」であったとしても患者と向き合う地方病院。彼女の思いがけない贈り物により、一止は答えを出す。
神様のカルテ2
本庄病院に残ることにした一止。新年度、相変わらずの激務の中、本庄病院の内科病棟に一止、そして一止の知人である砂山と大学の同窓であった新任の医師・進藤辰也が東京の病院から着任してきた。かつて“医学部の良心"と呼ばれた辰也の加入を喜ぶ一止。しかし、赴任直後の期待とは裏腹に、辰也の医師としての行動は学生時代の彼からは想像できない姿に変わっており、一止は戸惑う。
そんな中、本庄病院に激震が走る事件が起こった。
内科副部長、古狐先生とその夫人、一止と辰也の葛藤が描かれている。
神様のカルテ3
内科部長である大狸先生の教え子・小幡先生が加わった本庄病院。彼女は研究熱心で優秀だが、治るために努力しない患者は診療しない。抗議する一止に「自己満足の偽善者」と言い放った小幡先生。
が、言葉の裏にある彼女の過去を知った一止は、医師として生きてゆくための、重大な覚悟を決める。
神様のカルテ0
一止と進藤、そして砂山の大学時代の物語、栗原榛名と一止との出会いの物語、一止が入る前の本庄病院の物語が収められている。
新章 神様のカルテ
信濃大学医学部に入局し、大学病院で消化器内科医として勤務を始めて2年を経た一止を描く。

## 登場人物
栗原 一止（くりはら いちと）
信州の本庄病院に勤務する5年目の内科医。高知県出身で、信濃大学医学部卒。医学部時代は将棋部に入っていた。夏目漱石を敬愛しており、『漱石先生』と呼んでいる。また、漱石の『草枕』を愛読し、全文を暗誦できる。この影響より話し方が古風で、周りからは変人と思われている。夜間の救急外来の当直が彼だと患者が多いことから、看護師たちには「引きの栗原」と呼ばれている。大学病院への誘いがきていてどうするか迷っている。榛名からはイチさんと呼ばれる。御嶽荘（桜の間）の住民。南3病棟。御嶽荘でのニックネームはドクトル。ハルが淹れるコーヒーを（世界で一番うまいというほど）溺愛。
『神様のカルテ2』では、本庄病院に残っており、辰也が東京から赴任してきたことを喜んでいたが、辰也の様変わりに戸惑い、そして悩んでいる。頭痛と低血圧持ちであり、頭痛薬が手放せない。
栗原 榛名（くりはら はるな）
一止の妻。一止からはハルと呼ばれる。山岳写真家。1年前に一止と結婚した。御嶽荘（桜の間、昔は松の間）の住民。
『神様のカルテ2』でも相変わらず、山岳写真を撮るために世界中を回っているが、一止が辰也のことで悩む姿を見て心を痛めている。
栗原 小春（くりはら　こはる）
一止と榛名の娘。生まれつき左の股関節に疾患がある。進藤の娘、夏菜と仲が良い。

### 本庄病院の医師・看護師とその関係者
砂山 次郎（すなやま じろう）
北海道の牧場農家出身。医学部時代から一止の知己で、一止とは同じ寮の隣の部屋で4年間共同生活を送った腐れ縁がある。卒業後は大学病院の外科医局に入局、3年後に大学病院の人事に基づいて本庄病院の外科へ派遣される。新人看護師の水無に惚れている。北4病棟。『砂山ブレンド』という、苦いのか甘いのか分からないようなコーヒーを一止に勧めるが、舌が痺れるほど不味い。
『神様のカルテ』終盤ではすでに水無と付き合っている。
『新章・神様のカルテ』で水無と結婚する.
進藤 辰也（しんどう たつや）
『神様のカルテ2』から登場。一止からはタツと呼ばれる。実家は松本城下にある蕎麦屋。医学部時代は“医学部の良心”と呼ばれていた。将棋部に入っていたこともあり、一止の数少ない知人である。卒業後は東京の大学病院にいたが、ある出来事がきっかけで、地元に戻り本庄病院に就職した。
血液内科のエキスパートであるが、定時退勤が多いため、周りの評判は良くない。本庄病院に就職当初は、苦情が多く病院内での悩みの種となる。
進藤千夏と結婚しており、夏菜は娘。
外村（とむら）
救急部看護師長。年齢は30?歳にして独身、有能で美人の看護師。
東西 直美（とうざい なおみ）
病棟主任看護師。頭がよく、危急の際にも冷静でいられる優秀な看護師。南3病棟。東西が淹れるコーヒーは、砂山コーヒーとは、比べものにならないほど美味しい。（世界で二番目にうまい）と一止は言う。
水無 陽子（みずなし ようこ）
本庄病院に勤務する、まだ1年目の新人看護師。気立てが良く気がきく性格。栗色の髪をショートカットにした笑顔が可愛らしい。南4病棟。『神様のカルテ』次郎に好かれている。
後に砂山と付き合う。
御影 美雪（みかげ みゆき）
『神様のカルテ2』から登場。本庄病院に勤務する、気弱な1年目の新人看護師。
板垣 源蔵（いたがき げんぞう）
消化器内科部長。太った腹をゆすりながら豪快に笑うことから、一止からは「大狸先生」と呼ばれている。
『神様のカルテ2』で、古狐先生とは学生時代からの付き合いであり、ある約束をしたことが明かされる。
内藤 鴨一（ないとう かもいち）
消化器内科副部長。3日続けて働いても3日ゆっくり休んでも顔色が変わらず悪いことから、一止には「古狐先生」と呼ばれている。
一止に大学病院見学の機会を与える。『神様のカルテ2』では本名は内藤鴨一（ないとう かもいち）であることや、大狸先生とは学生時代からの付き合いであり、ある約束をしていることが明かされる。『神様のカルテ2』でリンパ芽球性リンパ腫により逝去。
内藤 千代（ないとう ちよ）
『神様のカルテ2』に登場。古狐先生の妻。和装が似合う気品ある女性で、一止は弥勒様と呼んでいる。古狐先生とは学生結婚である。
進藤 せつ（しんどう せつ）
『神様のカルテ2』に登場。辰也の母親で、蕎麦屋を一人で切り盛りしている。
進藤 千夏（しんどう ちなつ）
『神様のカルテ2』に登場。辰也の妻であり、一止の後輩。現在は東京の病院の小児科で働いている。彼女に起きたあることが原因で、辰也は地元に帰ることを決意する。旧姓は如月。医学部時代はテニス部に入っていたが、あるきっかけが元で将棋部にも顔を出すようになった。
進藤 夏菜（しんどう なつな）
『神様のカルテ2』に登場。辰也の娘で3歳。一止とハルをかなり気に入っている。
一止の娘の小春とも仲がよい。

### 御嶽荘の住民
男爵（だんしゃく）
一見すると40代にも50代にも見えるが、ふとしたときには少年のようなそぶりを見せる年齢不詳の男。職業は絵描き。男爵というのはニックネーム。桔梗の間の住民。
学士殿（がくしどの）
信濃大学文学部哲学科の大学院博士課程に在籍しているという青年。古今東西の書物に精通する。学士殿というのはニックネームで、本名は橘仙介（たちばな せんすけ）。野菊の間の住民。姉が1人いる。
鈴掛 亮太（すずかけ りょうた）
『神様のカルテ2』から登場。一時代前の浪人生のようないでたちの青年。事実、彼は信濃大学農学部に2浪して入学している。御嶽荘の住民からは、その研究内容からとって屋久杉君と呼ばれる。銀杏の間の住民。

## 既刊一覧
- 『神様のカルテ』
  - 単行本：2009年8月27日発売、ISBN 978-4-09-386259-2
  - 文庫版：2011年6月7日発売、ISBN 978-4-09-408618-8
  - オーディオブック版
    - FeBeで2012年5月4日より配信開始された。ナレーターは島本須美[3]。
    - audibleで2020年7月22日より配信開始された。ナレーターは白川周作[4]。
- 『神様のカルテ2』
  - 単行本：2010年9月28日発売、ISBN 978-4-09-386286-8
  - 文庫版：2013年1月4日発売、ISBN 978-4-09-408786-4
  - オーディオブック版
    - audiobook.jp（旧・FeBe）で2024年7月8日より配信開始された。ナレーターは中村友紀、岡野絵里奈[5]。
    - audibleで2020年8月14日より配信開始された。ナレーターは白川周作[4]。
- 『神様のカルテ3』
  - 単行本：2012年8月8日発売、ISBN 978-4-09-386336-0
  - 文庫版：2014年2月6日発売、ISBN 978-4-09-406018-8 [6]
  - オーディオブック版
    - audiobook.jp（旧・FeBe）で2025年5月14日より配信開始された。ナレーターは中村友紀、岡野絵里奈[7]。
    - audibleで2020年9月11日より配信開始された。ナレーターは白川周作[4]。
- 『神様のカルテ0』
  - 単行本：2015年2月24日発売、ISBN 978-4-09-386404-6
  - 文庫版：2017年11月7日発売、ISBN 978-4-09-406470-4
  - オーディオブック版：audibleで2020年10月9日より配信開始された。ナレーターは白川周作[4]。
- 『新章 神様のカルテ』
  - 単行本：2019年1月31日発売、ISBN 978-4-09-386531-9
  - 文庫版：2020年12月8日発売、ISBN 978-4-09-406851-1
  - オーディオブック版：audibleで2020年11月13日より配信開始された。ナレーターは白川周作[4]。

## 初出
- 神様のカルテ3
  - 第1話：『STORY BOX』24号（小学館、2011年8月5日発売）から26号（同10月6日発売）まで。
- 新章 神様のカルテ
  - プロローグ、第一話：『STORY BOX』2019年1月号（小学館、：2018年12月20日発売）から同2月号（2019年1月19日発売）まで。

## 映画
小説第1作と第2作が、2011年と2014年にそれぞれ映画化され、東宝系で公開されている。
ロケ地の中心は長野県松本市で、同市内にあり本作のモデルともなった相澤病院でも撮影が行われている。また同県安曇野市でもロケが行われている。

### 第1作
映画第1作『神様のカルテ』は、2011年8月27日に公開された。監督は深川栄洋。主演は櫻井翔。小説第1作を原作とするものの、設定が一部原作と異なっている。
キャッチコピーは「心は、きっと救える」「最後に こんな幸せな時間が 待っていたなんて。」。
アフラックとのコラボレーションとして、『神様のカルテ』と「アフラックダック」のコラボCMが放送されている。2011年8月20日以降に特番も放送された。主演の櫻井がキャスターを務めることもあり、2011年8月26日には日本テレビで『NEWS ZERO』特別版『俳優・櫻井翔 新境地に挑む!』が放送された。
全国321スクリーンで公開され、2011年8月27、28日の初日2日間で興収3億285万3,600円、動員23万9,522人になり映画観客動員ランキング（興行通信社調べ）で初登場第1位となった。中でも中高生が全体の50.8%と半数以上を占めており、ぴあ初日満足度ランキングでも第2位となっている。最終興行収入は18.9億円。

### 第2作
映画第2作『神様のカルテ2』は、2014年3月21日に公開された。前作と同じく、監督は深川栄洋。主演は櫻井翔。
全国325スクリーンで公開され、全国映画動員ランキング（興行通信社調べ）では公開初週に5位に初登場した。初週の土日2日間の成績は動員8万912人、興収9,846万300円。初日の21日（金曜日）を合わせた3日間で動員17万1,813人、興収2億1,483万9,950円の結果となった。男女比は7対93で女性が多く、鑑賞動機に「キャストが好き」と答えた観客が86.6パーセントを占めた。
4月7日付でランキングは10位、累計動員47万1,911人、累計興収は約6億5,200万1,650円となった。
サラ・ブライトマンが本作のためのオリジナル主題歌「神様のカルテ〜Keep the light〜」を歌っている。英語の歌詞は原作者の夏川草介が「生きることの素晴らしさ」について書いた詩を基にし、辻井伸行が作曲、服部隆之が編曲を担当した。
池脇千鶴が本作で第6回TAMA映画賞・最優秀女優賞を受賞した。

### キャスト（映画）

#### 第1・2作共通
- 栗原一止 - 櫻井翔（嵐）
- 栗原榛名 - 宮崎あおい
- 砂山次郎（本庄病院外科医） - 要潤
映画では一止の先輩医師となっている。
- 外村静枝（本庄病院救急外来看護師長） - 吉瀬美智子
- 東西直美（本庄病院病棟主任看護師） - 池脇千鶴
- 水無陽子（本庄病院看護師） - 朝倉あき
- 富山涼子（本庄病院看護師） ‐ 太田美恵
- 海野（研修医） - 中山卓也
- 男爵（御嶽荘大家、売れない画描き） - 原田泰造（ネプチューン）
原作では一止たちと同じ住人の一人であるが、映画では大家になっている。
- 高山秀一郎（信濃医大教授） - 西岡徳馬
- 貫田誠太郎（古狸先生、本庄病院消化器内科部長） - 柄本明
「貫田誠太郎」の名前は映画で独自に付けられた[要出典]。

#### 第1作のみ
- 学士殿（御嶽荘住人、哲学科大学生） - 岡田義徳
- 学士殿の母 - 梅沢昌代
原作では母でなく姉が御嶽荘に現れる。
- 横田（アルコール中毒患者） - 斎藤歩
- 大村（アルコール中毒患者） - でんでん
- 桐さん（アルコール中毒患者） - 山下容莉枝
- 旭（アルコール中毒患者） - 左右田一平
- 旭夫人 - 今井和子
- 田川仁（膵臓癌患者） ‐ 春延朋也
- 安曇雪乃（胆のう癌患者） - 加賀まりこ
原作では最初に一止の診察を受けるのは本庄病院であるが、映画では一止が大学病院で見学の一環として診察に加わった際に診た患者で、その後一止を頼って本庄病院に現れる。

#### 第2作のみ
- 進藤辰也 - 藤原竜也
- 貫田千代（誠太郎の妻） -  市毛良枝
- 進藤千夏（辰也の妻） -  吹石一恵
- 屋久杉（御嶽荘住人） -  濱田岳
- 会田卓夫（糖尿病患者） ‐ 佐藤二朗
- 四賀藍子（再生不良性貧血患者） ‐ 宮澤美保
- 吉田彩（本庄病院看護師） ‐ もたい陽子
- 金山弁次（事務長） ‐ 矢島健一
- 本庄忠一（院長） ‐ 鈴木瑞穂

### スタッフ（映画）
(1)(2)はそれぞれ第1作、第2作を示す。
- 監督 - 深川栄洋
- エグゼクティブプロデューサー - 市川南
- 企画 - 山内章弘、春名慶
- プロデューサー - 阿部謙三、澁澤匡哉、川田尚広
- 脚本 - 後藤法子
- 原作 - 夏川草介「神様のカルテ」(1)、「神様のカルテ2」(2)（小学館文庫刊）
- 撮影 - 山田康介
- 美術 - 金勝浩一
- 装飾 - 高橋光
- 照明 - 川井稔(1)、川辺隆之(2)
- 音楽 - 松谷卓(1)、林ゆうき(2)
- 音楽プロデューサー - 北原京子
- 録音 - 林大輔
- 編集 - 坂東直哉
- 製作担当 - 森悦子
- 助監督 - 菅原丈雄
- スクリプター/記録 - 川野恵
- 製作 - 「神様のカルテ」製作委員会（東宝、博報堂DYメディアパートナーズ、小学館、ジェイ・ストーム、日本出版販売、朝日新聞社）
- 配給 - 東宝

### テーマ曲
第1作
- テーマ曲「神様のカルテ」
- 挿入曲「神様のカルテ =手紙=」
作曲・ピアノ：辻井伸行（avex-CLASSICS）

第2作
- テーマ曲「神様のカルテ〜Keep the light〜」
日本語原詩：夏川草介、作曲：辻井伸行、編曲：服部隆之
歌：サラ・ブライトマン

### 関連商品

#### 書籍
- 『神様のカルテ 公式メモリアルフォトブック』、小学館、2011年7月発売、ISBN 978-4-09-103221-8

#### DVD/Blu-ray
第1作
- 神様のカルテ スペシャル・エディション（Blu-ray+DVD2枚組、2012年2月24日発売、東宝、TBR22005D）
- 神様のカルテ スペシャル・エディション（DVD2枚組、2012年2月24日発売、東宝、TDV22007D）
- 神様のカルテ スタンダード・エディション（Blu-ray、2012年2月24日発売、東宝、TBR22004D）
- 神様のカルテ スタンダード・エディション（DVD、2012年2月24日発売、東宝、TDV22006D）

第2作
- 神様のカルテ2 Blu-ray スペシャル・エディション（Blu-ray+DVD2枚組、2014年10月8日発売、東宝、SBR24612D）
- 神様のカルテ2 DVD スペシャル・エディション（DVD2枚組、2014年10月8日発売、東宝、SDV24614D）
- 神様のカルテ2 Blu-ray スタンダード・エディション（Blu-ray、2014年10月8日発売、東宝、SBR24613D）
- 神様のカルテ2 DVD スタンダード・エディション（DVD、2014年10月8日発売、東宝、SDV24615D）

#### サウンドトラック
神様のカルテ オリジナル・サウンド・トラック
収録曲
| 1. 日常 2. 救急 3. 「神様のカルテ」 メインタイトル 4. 一止の日々 5. 命 6. 問いかけ 7. 御嶽荘の住人 8. 医局の存在 9. 診療 10. イチさんから 11. 再会 12. 涙 (Strings Version) (本編未使用曲) 13. 考える一止 14. モノローグ (本編未使用曲) 15. 夫婦の話 16. 不安 | 1. 大切な景色 2. 救うという事 (本編未使用曲) 3. ハルの計らい 4. 花吹雪の朝 5. 桜の門出 6. お届けもの 7. 穂高、ふるさと 8. カレンダー 9. 救い 10. 最高の誕生日 11. 一に止まる 12. 予兆 13. 約束 14. これからの二人 15. Music for Karte (Album Version) (Bonus Track) |

神様のカルテ2 オリジナル・サウンド・トラック
収録曲
| 1. 夢 2. 当直 3. 旧友との再会 4. 神様のカルテ2-MainTitle 5. 御嶽荘 6. 辰也-噂 7. ……食べました 8. 辰也-影 9. 如月千夏 10. 辰也-衝突 11. 「惚れたな。」 12. 異変 13. 検査 14. 想い | 1. 貫田との思い出 2. ……食べました2 3. 蝕む病魔 4. 辰也-吐露 5. 支え 6. 神様のカルテ2-Pf Ver 7. 神様のカルテ2-Ep Ver 8. 常念岳 9. 星空 10. ハルの助言 11. 理想と現実 12. 神様のカルテ 13. 繋がる想い 14. そして日常へ |

## 漫画

### 石川サブロウ版
『神様のカルテ』『神様のカルテ2』を原作として、石川サブロウ作画による漫画『神様のカルテ』が『ビッグコミック』（小学館）2010年17号（8月25日発売）から2011年17号（8月25日発売）まで連載された。医療監修は冨田泰彦（杏林大学医学部医学教育学講師）。
単行本（小学館・ビッグコミックス刊）
1. 2011年4月28日発売、ISBN 978-4-09-183867-4 （原作第1作にあたる各編を収録）
2. 2011年8月25日発売、ISBN 978-4-09-184047-9 （原作第2作にあたる各編を収録）

### 本多夏巳版
映画第2作のコミカライズ版として、本多夏巳作画（後藤法子脚本）による漫画『神様のカルテ』が、『Cheese!』（小学館）2014年1月増刊号・3月増刊号に前後篇で掲載された。単行本は小学館（フラワーコミックス）から全1巻で刊行されている。
- 2014年2月26日発売、ISBN 978-4-09-135852-3

## テレビドラマ
同作品が原作でテレビドラマ化され、2021年2月15日から、毎週月曜日の20時00分 - 21時54分にテレビ東京系で、1回2時間で全4回という形式で放送。主演は福士蒼汰が務める。ヤクルト本社の1社提供番組。

### キャスト（テレビドラマ）
栗原一止（くりはら いちと）
演 - 福士蒼汰
本作の主人公。本庄病院に勤務する内科医。
栗原榛名（くりはら はるな）
演 - 清野菜名
本作のヒロイン。一止の妻。山岳写真家。
砂山次郎（すなやま じろう）（通称：怪獣）
演 - 上杉柊平
本庄病院に勤務する外科医。
外村勝子
演 - 新山千春
本庄病院に勤務する救急看護師長。
水無陽子
演 - 伊原六花
本庄病院に勤務する病棟新人看護師。
御影美雪
演 - 上原実矩
本庄病院に勤務する病棟看護師。
小山田英秋（通称：自若先生）
演 - 村杉蝉之介
本庄病院に勤務する循環器内科医。
居酒屋九兵衛のマスター
演 - 坪倉由幸（第2夜 - ）
一止行きつけの居酒屋のマスター。
男爵（だんしゃく）
演 - 大倉孝二
御嶽荘の住人。画家。
金山弁治郎
演 - 渡辺いっけい
本庄病院の事務長。
東西直美（とうざい なおみ）
演 - 大島優子
本庄病院に勤務する病棟主任看護師。
内藤鴨一（ないとう かもいち）（通称：古狐先生）
演 - イッセー尾形
本庄病院の内科副部長。
板垣源蔵（いたがき げんぞう）（通称：大狸先生）
演 - 北大路欣也
本庄病院に勤務する消化器内科部長。医師。

#### ゲスト
第1夜
安曇清子
演 - 風吹ジュン
本庄病院に入院している胆のう癌患者。
橘仙介（通称：学士）
演 - 岡山天音
御嶽荘の住人で信濃大学大学院文学部在籍の学生。
橘楓
演 - 宮澤エマ
仙介の姉。
グレーの紳士
演 - 平山祐介
田川良治
演 - 小倉一郎
第2夜
進藤辰也
演 - 中村蒼（第3夜）
本庄病院に勤務する血液内科医。一止の同期。
内藤千代
演 - 高橋ひとみ
古狐先生（内藤鴨一）の妻。
四賀藍子
演 - 藤井美菜
本庄病院に入院している再生不良性貧血の患者。
会田彦一
演 - 大橋彰
本庄病院に入院している糖尿病患者。
松前徳郎
演 - 黒田大輔（第3夜）
放射線科の技師長。
横田健
演 - 山崎銀之丞（第3夜）
救急患者。アルコール中毒気味。
留川孫七（通称：マゴさん）
演 - 品川徹
歌の好きな妻のために毎日木曽節を唄っている89歳の男性。
留川トヨ
演 - 喜多道枝
孫七の妻。88歳。末期患者。
進藤（如月）千夏
演 - 実咲凜音
進藤の妻。
進藤せつ
演 - 増子倭文江（第3夜〈回想〉）
進藤の母。
第3夜
小幡奈美
演 - 水野美紀
本庄病院に赴任した優秀な消化器内科医。大狸先生（板垣源蔵）の元教え子。
島内耕三
演 - 伊東四朗
本庄病院に救急搬送される患者。
榊原信一
演 - 竹財輝之助
東西直美と関わりがある患者。
島内賢二
演 - 松倉海斗（Travis Japan）
耕三の付き添いで病院を訪れる孫。
本庄真二郎
演 - 山田明郷
院長。
甘利英人
演 - 湯江タケユキ
第4夜
北条陽介
演 - 市原隼人
信州大学医学部付属病院第四内科第三班班長。
新発田大里（通称：利休）
演 - 森永悠希
信州大学医学部付属病院第四内科第三班消化器内科の4年目。
鮎川めぐみ（通称：お嬢）
演 - 矢作穂香
信州大学医学部付属病院第四内科第三班研修医。
宇佐美正隆（通称：パン屋）
演 - 北村有起哉
信州大学医学部付属病院第四内科准教授。
二木美桜
演 - 貫地谷しほり
膵がん患者。
岡信弘
演 - 濱津隆之
鮎川の担当患者。
二木隆
演 - 尾上寛之
美桜の夫。
柿崎彰
演 - 窪塚俊介
第四内科 第一班 班長。
安田成道
演 - 二ノ宮隆太郎
第四内科 第二班 班長。
水島敦
演 ‐ 倉田秀人
第四内科 教授。
大岡恵一
演 - 伊東孝明
御嶽荘の大家の息子（長男）。
川山律子
演 - 横内亜弓
訪問看護師。
市原弓子
演 - 宮澤美保
ソーシャルワーカー。
沢田アキ
演 - 渡辺早織
ケアマネージャー。

### スタッフ（映画）
- 原作 - 夏川草介『神様のカルテ』『神様のカルテ2』『神様のカルテ3』『新章 神様のカルテ』（小学館）
- 脚本 - 森下直
- 監督 - 村上正典（共同テレビ）、谷口正晃、橋本一
- 音楽 - 平井真美子
- 医療監修 - 中澤暁雄、山本昌督、根本千草
- 看護指導 - 井上良子、青木蓮水
- 医療アドバイザー - 小出直行
- 特別医療協力 - テルモ
- ロケ協力 - 松本観光コンベンション協会、松本市教育委員会、松本歯科大学、明星大学　ほか
- 技術協力 - フォーチュン、サウンドライズ、Kカンパニー
- 美術協力 - BEENS、KHKアート
- VFX - マリンポスト
- ポスプロ - 三友（MITOMO STUDIO）
- プロデューサー - 田辺勇人（テレビ東京）、黒沢淳（テレパック）、河原遥（テレパック）
- 制作協力 - テレパック
- 製作著作 - テレビ東京、BSテレビ東京

### 放送日程
| 話数                                                         | 放送日  | サブタイトル | 演出・監督 | 視聴率 |
| ------------------------------------------------------------ | ------- | ------------ | ---------- | ------ |
| 第1夜                                                        | 2月15日 |              | 村上正典   | 6.0%   |
| 第2夜                                                        | 2月22日 |              | 谷口正晃   |        |
| 第3夜                                                        | 3月01日 |              | 橋本一     |        |
| 第4夜                                                        | 3月08日 |              | 谷口正晃   |        |
| （視聴率はビデオリサーチ調べ、関東地区・世帯・リアルタイム） |         |              |            |        |